# ناقل عصبي
النواقل العصبية هي مواد كيميائية موجودة في منطقة ارتباط خلية عصبية بخلية عصبية أخرى، المشبك، وتنظم هذه المواد الكيميائية الإشارة العصبية القادمة من الدماغ أو المتجهة إلى الدماغ. تتكون هذه المواد الكيميائية في منطقة تدعى ماقبل منطقة التشابك بين خليتين عصبيتين وتقوم بارسال الأيعازات إلى منطقة ما بعد التشابك بين الخليتين. يوجد عادة ما لايقل عن 10,000 من نواقل الإرسال العصبية في منطقة تشابك أي خليتين عصبيتين وعندما يصل إيعاز معين من الدماغ إلى نهاية خلية عصبية يتحفز الآلاف من نواقل الإرسال العصبية لتقوم بنقل الإيعاز إلى منطقة ما بعد التشابك مع الخلية العصبية المجاورة حيث تقوم بالاتحاد مع مستقبلات موجودة في الخلية العصبية المجاورة.
هناك نوعين رئيسين من نواقل الإرسال العصبية:
- نواقل إرسال عصبية محفزة وتقوم بتحفيز أعضاء معينة في الجسم للقيام بنشاط معين. منها على سبيل المثال حمض الغلوتاميك وأسيتيل كولين
- نواقل إرسال عصبية مانعة وتقوم بمنع أعضاء معينة في الجسم من القيام بنشاط معين. منها على سبيل المثال حمض الغاما امينوبيوتيريك والغليسين

وبعد انتهاء مهمة التحفيز أو المنع التي قامت به أي نوع من نواقل الإرسال العصبية تقوم أنزيمات معينة بالتخلص من نواقل الإرسال أو يتم إرجاع نواقل الإرسال العصبية إلى مكانها الأصلي في منطقة ماقبل التشابك مع الخلية العصبية المجاورة كي لاتكون هناك استمرارية في الإيعاز. فعلى سبيل المثال إذا تم تحفيز عضلة ما على التقلص لإنجاز مهمة ما، إن لم يتم التخلص من نواقل الإرسال المحفزة لهذا التقلص فسوف يستمر تقلص العضلة إلى مالا نهاية.

## اكتشاف الناقل العصبي

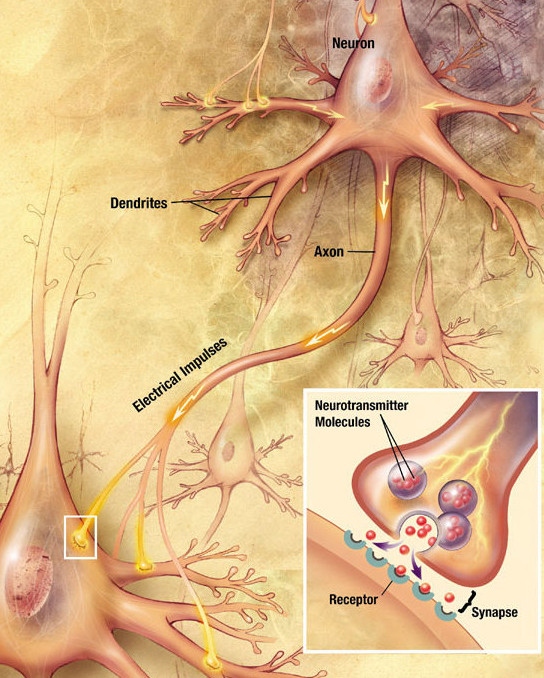
رسم توضيحي لعملية النقل المشبكي في الخلايا العصبية، مقتطع من الأصل في كتيب المعهد الوطني للشيخوخة

حتى أوائل القرن العشرين، افترض العلماء أن معظم الاتصالات المشبكية في الدماغ كهربائية بطبيعتها. مع ذلك، نجح رامون إي كاخال من خلال الاختبارات النسيجية التي أجراها في اكتشاف فجوة متراوحة بين 20 إلى 40 نانومتر بين العصبونات، ما يُعرف اليوم باسم الشق المشبكي. أشار اكتشاف مثل هذه الفجوة إلى وجود تواصل عبر الرسائل الكيميائية العابرة من خلال الشق المشبكي، إذ استطاع عالم الأدوية الألماني أوتو لوفي في عام 1921 إثبات قدرة العصبونات على التواصل مع بعضها البعض من خلال تحرير المواد الكيميائية. من خلال سلسلة من التجارب التي شملت العصب المبهم لدى الضفادع، نجح لوفي في إبطاء معدل ضربات قلب الضفادع يدويًا من خلال التحكم في كمية المحلول الملحي المتوضع حول العصب المبهم. بعد الانتهاء من هذه التجربة، أكد لوفي أنه من الممكن توسط التنظيم الودي لوظيفة القلب من خلال التغييرات في التركيزات الكيميائية. علاوة على ذلك، يعود الفضل إلى أوتو لوفي في اكتشاف الأسيتيل كولين (إيه سي إتش) – أول ناقل عصبي معروف.

## آلية العمل

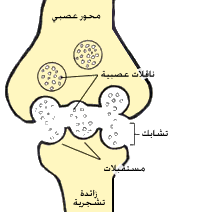
منطقة التشابك بين خليتين عصبيتين متجاورتين

يتم تخزين الناقلات العصبية في المشبك في الحويصلات التشابكية، حيث تتجمع تحت الغشاء الخلوي في النهاية المحورية التي تقع في الجانب قبل المشبكي في المشبك. يتم إطلاق النواقل العصبية إلى الخارج وتنتشر عبر الشق التشابكي، حيث ترتبط بمستقبلات خاصة في الغشاء في الجانب بعد المشبكي في المشبك.

## الأنواع الشائعة من نواقل الإرسال العصبية
حمض الأسبارتيك، حمض الغلوتاميك، الغليسين، حمض الغاما أمينوبوتيريك، أسيتيل كولين، دوبامين، أدرينالين، سيروتونين، ميلاتونين، هستامين، الغاسترين، الكوليسيستوكينين، فازوبرسين، أوكسايتوسين، إندورفين.

## وظائف النواقل العصبية

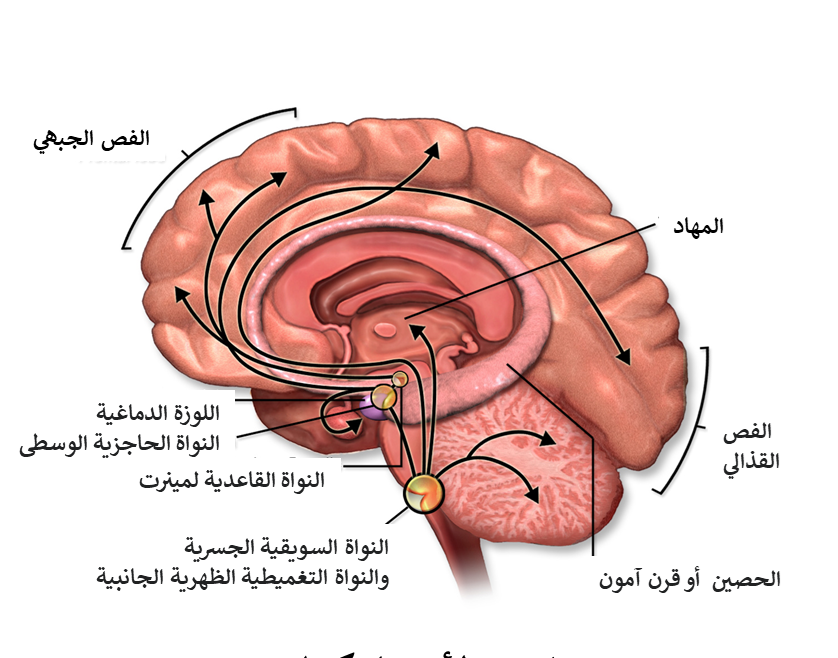
مسارات الأستيل كولين

لكل ناقلة إرسال عصبية وظيفة خاصة فعلى سبيل المثال:
- أسيتيل كولين تقوم بتحفيز العضلات الإرادية على التقلص
- السيروتونين تقوم بمهمة شعور الإنسان بالطمأنينة النفسية
- الدوبامين تقوم بمهمة السيطرة على تناسق حركة الإنسان
- الأدرينالين تقوم بتحفيز الجهاز العصبي الودي وتهيأ الجسم لمواجهة الخطر الخارجي.
- حامض الغلوتاميك، ويدعى أيضًا غلوتامات، تقوم بتحفيز التعلم وتنشيط الذاكرة.
- حمض الغاما أمينوبوتيريك تقوم بمنع تحفيز الخلايا العصبية.
- الغليسين تقوم بمنع تحفيز الخلايا العصبية.
- الميلاتونين تقوم بتنظيم النوم وفعاليات أخرى.مسارات الدوبامين

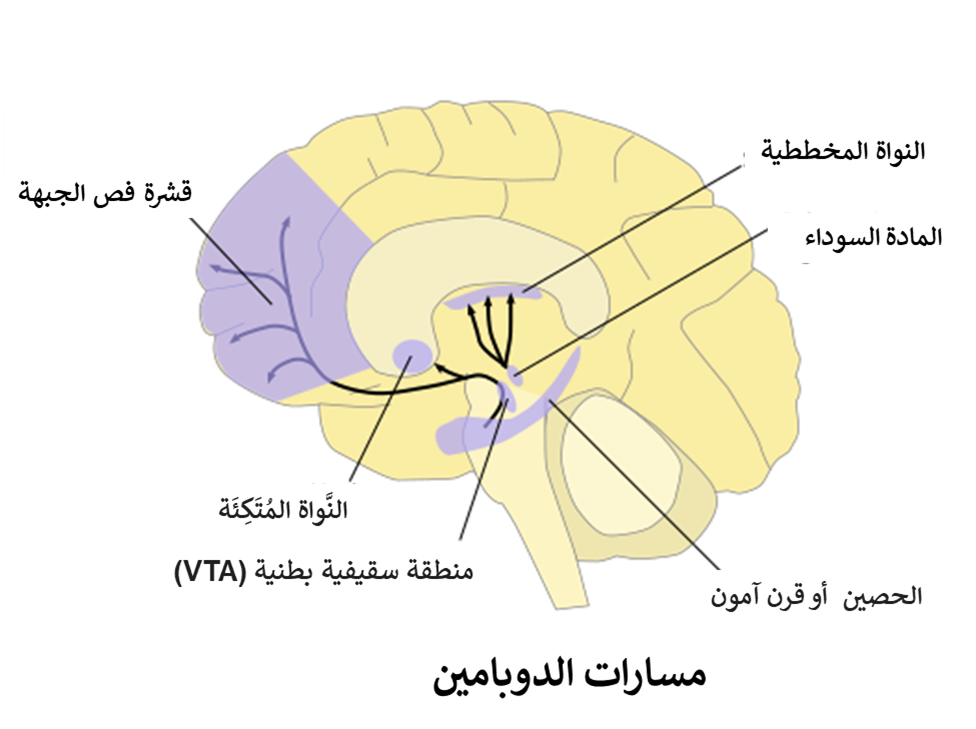
مسارات الدوبامين

## النواقل العصبية الشائعة

### حوامض أمينية
- أسبارتات (Aspartate)
- حمض الجلوتاميك (Glu)
- حمض الغاما-أمينوبيوتيريك (GABA)
- جلايسين (Gly)

### أمينات حيوية المنشأ (Biogenic amines)
- أسيتيل كولين (ACh)

### أحاديات الأمين (Monoamine)
من مجموعة الكاتيكولامينات، حسب ترتيب التخليق من الفينيل ألانين إلى التيروزين:
- دوبامين (DA)
  - نورأدرينالين (نورأبينفرين) (Norepinephrine) (noradrenaline) (NE)
    - أدرينالين (أبينفرين) (Epi)

 من التريبتوفان:
- سيروتونين (5-HT)
- ميلاتونين، هو مشتقّ من السيروتونين ولكنه ليس من أحاديات الأمين (Mel)

من الهيستيدين:
- هستامين (H)

### عديدات الببتيد (Polypeptide) (ببتيديات عصبية)
- بومبيزين (Bombesin)
- ببتيد محرر للغاسترين (GRP)

غاسترينات
- غاسترين (Gastrin)
- كوليسيستوكينين (Cholecystokinin) (CCK)

الغدة النخامية الخلفيةs
- فازوبرسين
- أوكسيتوسين
- نوروفيزين 1 (Neurophysin I)
- نوروفيزين 2 (Neurophysin II)

Neuropeptide Y
- الببتيد العصبي Y (NY)
- عديد الببتيد البنكرياسي (Pancreatic polypeptide) (PP)
- ببتيد YY (PYY)

أشباه أفيونيات
- الهرمون الموجه لقشر الكظر (adrenocorticotropic hormone, ACTH)
- ليبوتروبين
- دينورفين
- إندورفين
- إنكيفالين (Enkephaline)
- Leumorphin

سيكريتينات
- سيكريتين (Secretin)
- موتيلين (Motilin)
- غلوكاغون (Glucagon)
- ببتيد معوي فعال في الأوعية (VIP)
- هرمون مطلق لهرمون النمو (GRF)

سوماتوستاتينات
- سوماتوستاتين

Tachykinins
- Neurokinin A
- Neurokinin B
- Neuropeptide A
- Neuropeptide gamma
- Substance P

نواقل عصبية أخرى
- أحادي أكسيد النيتروجين (NO)
- أحادي أكسيد الكربون (Carbon monoxide) (CO)
- أنانداميد